# 天穂日命神社
天穂日命神社（あめのほひのみことじんじゃ）は鳥取県鳥取市福井にある神社。式内小社で、旧社格は郷社。

## 概要
鳥取市福井部落の西方に位置する。主祭神は天穂日命、因幡国の古代豪族･因幡国造氏の氏神であったと言われる。社地の背後には前方後円墳らしきものが確認され、因幡国造氏との関連が考えられる。付近には天穂日命の子・天日名鳥命を祀る天日名鳥命神社、御熊命を祀る御熊神社（正式には「阿太賀都健御熊命神社」という）が存在する。

## 歴史
創建年代は不明、『因幡志』によれば古くは高草郡布勢の現日吉神社社地にあったという。古代豪族・因幡国造氏の氏神として祀られ、因幡国造氏の勢力拡大と共に成長した。貞観9年（867年）5月には正三位に叙せられ、官社に列した。9世紀半ばには宇倍神社より上位の神階に列し、因幡国内で第一の神社であった。『延喜式』には高草郡七座小社のひとつとして記載されている。室町時代末期に現在の社地に移転したと考えられ、江戸時代には六王（むおう）大明神と称した。明治元年（1868年）、現在の社名に改称、明治3年（1870年）には福井村の荒船社を合祀した。明治12年（1879年）には荒船社を元の社地に荒船神社として分祀したが、荒船神社は大正3年（1914年）、稲荷神社と共に同神社に合祀された。